# Julekake
Julekake ili julebrød ('božićni kruh') norveški je božićni kolač od dizanog tijesta. Pravi se od pšeničnog brašna, maslaca, mlijeka, šećera, kvasca, soli i kardamoma. U tijesto se najčešće dodaju i kandirano voće, arancini ili grožđice, što ga čini aromatičnijim, te bademi. Jede ga se toplog ili prepečenog i premazanog maslacem.
Isprva je bio tradicionalno Božićno jelo, no danas ga se može kupiti u svako doba godine.
Tipično se servira uz kavu i narezan na kriške, i to uz maslac, smeđi ili žuti sir, džem ili dimljenu šunku.